# Ringmore
Ringmore är en by och en civil parish i South Hams i Devon i England. Orten har 208 invånare (2011). Byn nämndes i Domedagsboken (Domesday Book) år 1086, och kallades då Reimore/Reimora.